# Record spagnoli del nuoto
I record spagnoli del nuoto sono i tempi più veloci mai nuotati in una competizione da un nuotatore rappresentante la Spagna.
(Dati aggiornati al 25 febbraio 2024)

## Vasca lunga (50m)

### Uomini
| Gara                     | Tempo    | +  | Atleta | Data             | Evento                  | Luogo                    | Ref   |
| ------------------------ | -------- | -- | --- | ---------------- | ----------------------- | ------------------------ | ----- |
| Stile libero             |          |    | |                  |                         |                          |       |
| 50 m                     | 21"99    | sf | Luca Hoek le Guenedal                                                                                         | 3 luglio 2025    | Europei giovanili       | Šamorín, Slovacchia      |       |
| 100 m                    | 48"04    | sf | Luca Hoek le Guenedal                                                                                         | 30 luglio 2025   | Campionati mondiali     | Singapore, Singapore     |       |
| 200 m                    | 1'46"46  |    | César Castro                                                                                                  | 24 febbraio 2024 | Open di Spagna          | Sabadell, Spagna         | [ 1 ] |
| 400 m                    | 3'47"29  |    | Carlos Garach Benito                                                                                          | 20 giugno 2024   | Open di Spagna          | Las Palmas, Spagna       | [ 2 ] |
| 800 m                    | 7'49"09  | b  | Marco Rivera                                                                                                  | 28 luglio 2009   | Campionati mondiali     | Roma, Italia             |       |
| 1500 m                   | 14'57"23 |    | Carlos Garach Benito                                                                                          | 29 marzo 2023    | Campionati spagnoli     | Palma di Maiorca, Spagna | [ 3 ] |
| Dorso                    |          |    | |                  |                         |                          |       |
| 50 m                     | 24"47    |    | Hugo González                                                                                                 | 18 maggio 2021   | Campionati europei      | Budapest, Ungheria       |       |
| 100 m                    | 52"38    | s  | Aschwin Wildeboer                                                                                             | 1 luglio 2009    | Giochi del Mediterraneo | Pescara, Italia          |       |
| 200 m                    | 1'54"51  |    | Hugo González                                                                                                 | 20 giugno 2024   | Campionati spagnoli     | Palma di Maiorca, Spagna | [ 4 ] |
| Rana                     |          |    | |                  |                         |                          |       |
| 50 m                     | 27"42    |    | Bruno Ortiz-Cañavate                                                                                          | 16 giugno 2019   | Mare Nostrum            | Barcellona, Spagna       |       |
| 100 m                    | 1'00"39  | b  | Carles Coll Martí                                                                                             | 17 maggio 2024   | Atlanta Classic         | Atlanta, Stati Uniti     | [ 5 ] |
| 200 m                    | 2'08"49  | sf | Carles Coll Martí                                                                                             | 31 luglio 2025   | Campionati mondiali     | Singapore, Singapore     |       |
| Farfalla                 |          |    | |                  |                         |                          |       |
| 50 m                     | 22"43    | sf | Rafael Muñoz Pérez                                                                                            | 5 aprile 2009    | Campionati spagnoli     | Malaga, Spagna           | [ 6 ] |
| 100 m                    | 50"41    |    | Rafael Muñoz Pérez                                                                                            | 1º agosto 2009   | Campionati mondiali     | Roma, Italia             |       |
| 200 m                    | 1'54"99  | b  | Arbidel González                                                                                              | 25 luglio 2023   | Campionati mondiali     | Fukuoka, Giappone        | [ 7 ] |
| Misti                    |          |    | |                  |                         |                          |       |
| 200 m                    | 1'56"31  |    | Hugo González                                                                                                 | 6 giugno 2021    | Mare Nostrum            | Barcellona, Spagna       |       |
| 400 m                    | 4'12"67  | b  | Joan Lluís Pons                                                                                               | 24 luglio 2021   | Giochi olimpici         | Tokyo, Giappone          |       |
| Staffette a stile libero |          |    | |                  |                         |                          |       |
| 4x100 m                  | 3'13"19  | b  | Sergio de Celis Montalban (48"84) Luis Dominguez (48"27) Cesar Castro Valle (47"91) Mario Molla Yanes (48"17) | 27 luglio 2024   | Giochi Olimpici         | Parigi, Francia          |       |
| 4x200 m                  | 7'10"63  | b  | Luis Domínguez (1'47"02) César Castro (1'46"06) Sergio de Celis (1'48"27) Carlos Quijada (1'49"28)            | 16 febbraio 2024 | Campionati mondiali     | Doha, Qatar              | [ 8 ] |
| Staffetta mista          |          |    | |                  |                         |                          |       |
| 4x100 m                  | 3'32"11  | b  | Aschwin Wildeboer (52"70) Melquíades Álvarez (59"15) Rafael Muñoz (50"52) José Antonio Alonso (49"74)         | 2 agosto 2009    | Campionati mondiali     | Roma, Italia             |       |

Legenda:  - Record del mondo;  - Record europeo;

Record non ottenuti in finale: (b) - batteria; (sf) - semifinale; (s) - staffetta prima frazione.

### Donne
| Gara                     | Tempo    | +  | Atleta | Data             | Evento              | Luogo                    | Ref    |
| ------------------------ | -------- | -- | --- | ---------------- | ------------------- | ------------------------ | ------ |
| Stile libero             |          |    | |                  |                     |                          |        |
| 50 m                     | 24"82    |    | Lidón Muñoz del Campo                                                                                      | 21 giugno 2019   | Trofeo Sette Colli  | Roma, Italia             |        |
| 100 m                    | 54"33    |    | Lidón Muñoz del Campo                                                                                      | 14 dicembre 2019 | Amsterdam Swim Cup  | Amsterdam, Paesi Bassi   |        |
| 200 m                    | 1'56"19  | sf | Melani Costa                                                                                               | 30 luglio 2013   | Campionati mondiali | Barcellona, Spagna       | [ 9 ]  |
| 400 m                    | 4'02"47  |    | Melani Costa                                                                                               | 28 luglio 2013   | Campionati mondiali | Barcellona, Spagna       | [ 10 ] |
| 800 m                    | 8'18"55  |    | Mireia Belmonte García                                                                                     | 12 agosto 2016   | Giochi olimpici     | Rio de Janeiro, Brasile  | [ 11 ] |
| 1500 m                   | 15'50"89 |    | Mireia Belmonte García                                                                                     | 25 luglio 2017   | Campionati mondiali | Budapest, Ungheria       | [ 12 ] |
| Dorso                    |          |    | |                  |                     |                          |        |
| 50 m                     | 27"71    | sf | Mercedes Peris                                                                                             | 31 luglio 2013   | Campionati mondiali | Barcellona, Spagna       | [ 13 ] |
| 100 m                    | 59"65    |    | Carmen Weiler Sastre                                                                                       | 18 giugno 2024   | Campionati spagnoli | Palma di Maiorca, Spagna | [ 14 ] |
| 200 m                    | 2'08"89  |    | Carmen Weiler Sastre                                                                                       | 20 giugno 2024   | Campionati spagnoli | Palma di Maiorca, Spagna | [ 4 ]  |
| Rana                     |          |    | |                  |                     |                          |        |
| 50 m                     | 30"89    | sf | Jessica Vall Montero                                                                                       | 6 aprile 2019    | Campionati spagnoli | Sabadell, Spagna         |        |
| 100 m                    | 1'06"44  |    | Jessica Vall Montero                                                                                       | 14 aprile 2017   | Campionati spagnoli | Pontevedra, Spagna       | [ 15 ] |
| 200 m                    | 2'22"56  |    | Jessica Vall Montero                                                                                       | 20 maggio 2016   | Campionati europei  | Londra, Regno Unito      | [ 16 ] |
| Farfalla                 |          |    | |                  |                     |                          |        |
| 50 m                     | 26"57    |    | Lidón Muñoz del Campo                                                                                      | 13 dicembre 2019 | Amsterdam Swim Cup  | Amsterdam, Paesi Bassi   |        |
| 100 m                    | 58"48    |    | Paula Juste Sanchez                                                                                        | 18 giugno 2024   | Campionati spagnoli | Palma di Maiorca, Spagna | [ 17 ] |
| 200 m                    | 2'04"78  |    | Mireia Belmonte García                                                                                     | 1º agosto 2013   | Campionati mondiali | Barcellona, Spagna       | [ 18 ] |
| Misti                    |          |    | |                  |                     |                          |        |
| 200 m                    | 2'09"45  |    | Mireia Belmonte García                                                                                     | 29 luglio 2013   | Campionati mondiali | Barcellona, Spagna       | [ 19 ] |
| 400 m                    | 4'31"21  |    | Mireia Belmonte Garcia                                                                                     | 4 agosto 2013    | Campionati mondiali | Barcellona, Spagna       | [ 20 ] |
| Staffette a stile libero |          |    | |                  |                     |                          |        |
| 4x100 m                  | 3'40"46  | b  | Fátima Gallardo (55"84) Marta González (54"98) Patricia Castro (55"08) Melani Costa (54"56)                | 6 agosto 2016    | Giochi olimpici     | Rio de Janeiro, Brasile  | [ 21 ] |
| 4x200 m                  | 7'53"20  |    | Melani Costa (1'56"50) Patricia Castro (1'59"06) Mireia Belmonte Garcia (1'58"56) Beatriz Gómez (1'59"08)  | 1º agosto 2013   | Campionati mondiali | Barcellona, Spagna       | [ 22 ] |
| Staffetta mista          |          |    | |                  |                     |                          |        |
| 4x100 m                  | 4'02"38  | b  | África Zamorano (1'01"48) Jessica Vall Montero (1'07"12) Aina Hierro (59"79) Lidón Muñoz del Campo (53"99) | 23 maggio 2021   | Campionati europei  | Budapest, Ungheria       |        |

Legenda:  - Record del mondo;  - Record europeo;

Record non ottenuti in finale: (b) - batteria; (sf) - semifinale; (s) - staffetta prima frazione.

### Mista
| Gara                     | Tempo   | + | Atleta | Data           | Evento              | Luogo                | Ref |
| ------------------------ | ------- | - | --- | -------------- | ------------------- | -------------------- | --- |
| Staffetta a stile libero |         |   | |                |                     |                      |     |
| 4x100 m                  | 3'24"48 | b | Sergio de Celis (48"52) Luca Hoek le Guenedal (47"60) Maria Daza (54"63) Carmen Weiler Sastre (53"73)                 | 2 agosto 2025  | Campionati mondiali | Singapore, Singapore |     |
| Staffetta mista          |         |   | |                |                     |                      |     |
| 4x100 m                  | 3'46"60 | b | Hugo González de Oliveira (53"00) Jessica Vall Montero (1'07"31) Alberto Lozano (52"24) Lidón Muñoz del Campo (54"05) | 20 maggio 2021 | Campionati europei  | Budapest, Ungheria   |     |

Legenda:  - Record del mondo;  - Record europeo;

Record non ottenuti in finale: (b) - batteria; (sf) - semifinale; (s) - staffetta prima frazione.

## Vasca corta (25m)

### Uomini
| Gara                     | Tempo    | +  | Atleta | Data             | Evento                          | Luogo                    | Ref    |
| ------------------------ | -------- | -- | --- | ---------------- | ------------------------------- | ------------------------ | ------ |
| Stile libero             |          |    | |                  |                                 |                          |        |
| 50 m                     | 21"26    |    | Rafael Muñoz Pérez | 28 dicembre 2008 | Indian Ocean International Meet | Saint-Paul, Réunion      | [ 23 ] |
| 100 m                    | 46"52    | s  | Rafael Muñoz Pérez | 20 dicembre 2008 | Campionati regionali provenzali | Istres, Francia          | [ 24 ] |
| 200 m                    | 1'43"02  | s  | Luis Dominguez | 16 dicembre 2022 | Campionati mondiali             | Melbourne, Australia     |        |
| 400 m                    | 3'40"52  | b  | Marcos Rivera | 10 dicembre 2009 | Campionati europei              | Istanbul, Turchia        | [ 25 ] |
| 800 m                    | 7'37"51  |    | Marc Sánchez Torrens | 21 dicembre 2014 | Campionato delle Baleari        | Palma di Maiorca, Spagna | [ 26 ] |
| 1500 m                   | 14'30"79 |    | Marc Sánchez Torrens | 20 dicembre 2014 | Campionato delle Baleari        | Palma di Maiorca, Spagna | [ 26 ] |
| Dorso                    |          |    | |                  |                                 |                          |        |
| 50 m                     | 23"07    |    | Aschwin Wildeboer | 11 dicembre 2009 | Campionati europei              | Istanbul, Turchia        | [ 27 ] |
| 100 m                    | 49"05    |    | Aschwin Wildeboer | 13 dicembre 2009 | Campionati europei              | Istanbul, Turchia        | [ 28 ] |
| 200 m                    | 1'49"22  |    | Aschwin Wildeboer | 11 dicembre 2008 | Campionati europei              | Fiume, Croazia           | [ 29 ] |
| Rana                     |          |    | |                  |                                 |                          |        |
| 50 m                     | 26"61    | sf | Bruno Ortiz-Cañavate | 4 dicembre 2019  | Campionati europei              | Glasgow, Regno Unito     |        |
| 100 m                    | 57"84    | sf | Bruno Ortiz-Cañavate | 6 dicembre 2019  | Campionati europei              | Glasgow, Regno Unito     |        |
| 200 m                    | 2'02"67  |    | Melquíades Álvarez | 14 novembre 2009 | Coppa del Mondo                 | Berlino, Germania        | [ 30 ] |
| Farfalla                 |          |    | |                  |                                 |                          |        |
| 50 m                     | 22"33    | sf | Rafael Muñoz Pérez | 14 dicembre 2008 | Campionati europei              | Fiume, Croazia           | [ 31 ] |
| 100 m                    | 49"74    |    | Rafael Muñoz Pérez | 12 dicembre 2008 | Campionati europei              | Fiume, Croazia           | [ 32 ] |
| 200 m                    | 1’52” 88 |    | Miguel Martinez Novoa | 20 dicembre 2023 | Coppa di Spagna per club        | Barcellona, Spagna       |        |
| Misti                    |          |    | |                  |                                 |                          |        |
| 100 m                    | 51"97    | sf | Carles Coll Martí | 15 dicembre 2022 | Campionati mondiali             | Melbourne, Australia     |        |
| 200 m                    | 1'53"04  |    | Alan Cabello | 10 dicembre 2009 | Campionati europei              | Istanbul, Turchia        | [ 33 ] |
| 400 m                    | 4'05"09  |    | Alan Cabello | 11 dicembre 2009 | Campionati europei              | Istanbul, Turchia        | [ 34 ] |
| Staffette a stile libero |          |    | |                  |                                 |                          |        |
| 4x50 m                   | 1'24"83  |    | Carles Coll Martí (21"59) Luis Dominguez (21"08) Sergio de Celis Montalban (21"04) Mario Molla Yanes (21"12)                 | 15 dicembre 2022 | Campionati mondiali             | Melbourne, Australia     |        |
| 4x100 m                  | 3'07"19  |    | Sergio de Celis Montalban (46"90) Luis Dominguez (46"63) Mario Molla Yanes (46"44) Carles Coll Martí (47"22)                 | 13 dicembre 2022 | Campionati mondiali             | Melbourne, Australia     |        |
| 4x200 m                  | 6'53"13  |    | Luis Dominguez (1'43"02) Mario Molla Yanes (1'42"69) Hugo González de Oliveira (1'44"30) Sergio de Celis Montalban (1'43"12) | 16 dicembre 2022 | Campionati mondiali             | Melbourne, Australia     |        |
| Staffette miste          |          |    | |                  |                                 |                          |        |
| 4x50 m                   | 1'33"25  |    | Aschwin Wildeboer (23"13) Héctor Monteagudo (26"37) Javier Noriega (22"66) Eloi Saumell (21"09)                              | 10 dicembre 2009 | Campionati europei              | Istanbul, Turchia        | [ 35 ] |
| 4x100 m                  | 3'26"48  | b  | Hugo González de Oliveira (51"86) Carles Coll Martí (58"24) Mario Molla Yanes (50"36) Sergio de Celis Montalban (46"02)      | 18 dicembre 2022 | Campionati mondiali             | Melbourne, Australia     |        |

Legenda:  - Record del mondo;  - Record europeo;

Record non ottenuti in finale: (b) - batteria; (sf) - semifinale; (s) - staffetta prima frazione.

### Donne
| Gara                     | Tempo    | +               | Atleta | Data             | Evento                       | Luogo                         | Ref    |
| ------------------------ | -------- | --------------- | --- | ---------------- | ---------------------------- | ----------------------------- | ------ |
| Stile libero             |          |                 | |                  |                              |                               |        |
| 50 m                     | 24"16    | s               | Lidón Muñoz del Campo                                                                                               | 15 novembre 2019 | Campionati spagnoli          | Gijón, Spagna                 | [ 36 ] |
| 100 m                    | 52"61    |                 | Lidón Muñoz del Campo                                                                                               | 15 novembre 2019 | Campionati spagnoli          | Gijón, Spagna                 |        |
| 200 m                    | 1'52"52  |                 | Melani Costa | 10 agosto 2013   | Coppa del Mondo              | Berlino, Germania             | [ 37 ] |
| 400 m                    | 3'54"52  | Record europeo  | Mireia Belmonte Garcia                                                                                              | 11 agosto 2013   | Coppa del Mondo              | Berlino, Germania             | [ 38 ] |
| 800 m                    | 7'59"34  | Record europeo  | Mireia Belmonte Garcia                                                                                              | 10 agosto 2013   | Coppa del Mondo              | Berlino, Germania             | [ 39 ] |
| 1500 m                   | 15'19"71 |                 | Mireia Belmonte Garcia                                                                                              | 12 dicembre 2014 | Campionati spagnoli          | Sabadell, Spagna              | [ 40 ] |
| Dorso                    |          |                 | |                  |                              |                               |        |
| 50 m                     | 26"80    |                 | Mercedes Peris | 19 dicembre 2010 | Campionati mondiali          | Dubai, Emirati Arabi Uniti    | [ 41 ] |
| 100 m                    | 57"62    |                 | Carmen Weiler | 21 dicembre 2023 | Coppa per club di Spagna     | Castellón de la Plana, Spagna | [ 42 ] |
| 200 m                    | 2'03"32  |                 | Duane Da Rocha | 11 dicembre 2011 | Campionati europei           | Stettino, Polonia             | [ 43 ] |
| Rana                     |          |                 | |                  |                              |                               |        |
| 50 m                     | 29"73    |                 | Maria Ramos Najji                                                                                                   | 16 dicembre 2022 | Campionati spagnoli          | Sabadell, Spagna              |        |
| 100 m                    | 1'04"80  |                 | Jessica Vall Montero                                                                                                | 16 dicembre 2017 | Campionati europei           | Copenaghen, Danimarca         | [ 44 ] |
| 200 m                    | 2'18"41  |                 | Jessica Vall Montero                                                                                                | 17 dicembre 2017 | Campionati europei           | Copenaghen, Danimarca         | [ 45 ] |
| Farfalla                 |          |                 | |                  |                              |                               |        |
| 50 m                     | 25"96    | b               | Lidón Muñoz del Campo                                                                                               | 6 novembre 2021  | Campionati europei           | Kazan', Russia                |        |
| 100 m                    | 58"24    | [ 46 ]          | Mireia Belmonte García                                                                                              | 3 dicembre 2014  | Campionati mondiali          | Doha, Qatar                   | [ 47 ] |
| 200 m                    | 1'59"61  | Record mondiale | Mireia Belmonte García                                                                                              | 3 dicembre 2014  | Campionati mondiali          | Doha, Qatar                   | [ 47 ] |
| Misti                    |          |                 | |                  |                              |                               |        |
| 100 m                    | 59"26    |                 | Emma Carrasco | 21 dicembre 2023 | Coppa per club di Spagna     | Barcellona, Spagna            |        |
| 200 m                    | 2'05"73  |                 | Mireia Belmonte García                                                                                              | 18 dicembre 2010 | Campionati mondiali          | Dubai, Emirati Arabi Uniti    | [ 48 ] |
| 400 m                    | 4'18"94  | Record mondiale | Mireia Belmonte García                                                                                              | 12 Agosto 2017   | Coppa del Mondo              | Eindhoven, Paesi Bassi        | [ 49 ] |
| Staffette a stile libero |          |                 | |                  |                              |                               |        |
| 4x50 m                   | 1'39"90  |                 | Lidón Muñoz del Campo (24"16) África Zamorano Sanz (25"03) Marta González (24"57) Laia Sicart (26"14)               | 15 novembre 2019 | Campionati spagnoli          | Gijón, Spagna                 |        |
| 4x100 m                  | 3'36"87  |                 | Marta González (54"30) Lidón Muñoz del Campo (52"78) África Zamorano Sanz (54"50) Ainhoa Campabadal Amezcua (55"29) | 27 novembre 2021 | Campionati spagnoli          | Palma di Maiorca, Spagna      |        |
| 4x200 m                  | 7'51"70  |                 | Ainhoa Campabadal (1'57"18) Emma Carrasco (1'57"32) Julia Pujadas (1'59"28) África Zamorano Sanz (1'57"92)          | 21 dicembre 2023 | Campionati spagnoli per club | Barcellona, Spagna            |        |
| Staffette miste          |          |                 | |                  |                              |                               |        |
| 4x50 m                   | 1'48"06  |                 | Lidón Muñoz del Campo (27"13) Jessica Vall Montero (30"53) Alba Guillamon Novo (25"91) Marta Gonzalez (24"49)       | 21 dicembre 2023 | Campionati spagnoli per club | Barcellona, Spagna            |        |
| 4x100 m                  | 3'56"33  |                 | África Zamorano Sanz (58"37) Jessica Vall Montero (1'06"00) Emma Carrasco (58"26) Ainhoa Campabadal (53"70)         | 21 dicembre 2023 | Campionati spagnoli per club | Barcellona, Spagna            |        |

Legenda:  - Record del mondo;  - Record europeo;

Record non ottenuti in finale: (b) - batteria; (sf) - semifinale; (s) - staffetta prima frazione.

### Mista
| Gara                     | Tempo   | + | Atleta | Data            | Evento             | Luogo                | Ref |
| ------------------------ | ------- | - | --- | --------------- | ------------------ | -------------------- | --- |
| Staffetta a stile libero |         |   | |                 |                    |                      |     |
| 4x50 m                   | 1'35"42 | b | Carles Coll Martí (22"91) Luis Dominguez (22"41) Lidón Muñoz del Campo (24"06) Paula Otero Fernández (26"04)     | 6 novembre 2021 | Campionati europei | Kazan', Russia       |     |
| Staffetta mista          |         |   | |                 |                    |                      |     |
| 4x50 m                   | 1'42"09 | b | Paloma de Bordóns (27"32) Paloma Marrero Muñoz (30"85) Bruno Ortiz-Cañavate (22"68) Moritz Berg Eischeid (21"24) | 5 dicembre 2019 | Campionati europei | Glasgow, Regno Unito |     |

Legenda:  - Record del mondo;  - Record europeo;

Record non ottenuti in finale: (b) - batteria; (sf) - semifinale; (s) - staffetta prima frazione.